# シマノ自転車博物館
シマノ自転車博物館（しまの じてんしゃはくぶつかん）は、大阪府堺市堺区南向陽町にある自転車に関する博物館。堺市堺区大仙町の大仙公園に隣接してあった「自転車博物館サイクルセンター」が新築移転し、2022年（令和4年）3月25日にリニューアルオープンした。

## 概要
旧・自転車博物館サイクルセンター（旧・自転車博物館）は、1992年4月に、（公財）シマノ・サイクル開発センターが自転車文化振興のために、日本で初めてとなる自転車博物館として、堺市の大仙公園内に開館。 その意義、役割を継承し新築移転し、より多くの人々にサイクリングの楽しさと新たな価値を提供することで社会に貢献をするため、展示面積を約3.5倍に広げ、「自転車のまち、堺」のシンボルとなる場としてリニューアルオープンした。
世界最古級の自転車から個性豊かな自転車まで多種多様なものが展示され、歴史や文化を学んだり、環境面でも自転車の価値が再発見できるような工夫がされている。
旧・自転車博物館サイクルセンターのときから運営されていた大仙公園内の「自転車ひろば」は、リニューアル後も同様に運営されている。

## 施設概要
展示スペースは1階、2階、4階で構成され、黎明期から最新の自転車までの世界の自転車の歴史や、科学的視点で見た自転車などについて、世界の自転車の実物をベースに、パネル、映像などを使い展示されている。
- 1F：ミュージアムプラザ[6]

無料展示エリアと有料展示エリアに分かれており、無料体験ゾーンでは、堺市と自転車の関わりについて見学できる。
- エントランスホール

堺と自転車の関りを紹介、個性ある自転車の展示
- ギャラリー
- ミュージアムスクエア
- ヒストリーシアター

自転車の歴史を辿る映像の上映
- 2F：ホワイトキューブ[8]

3つのゾーンで、自転車発祥の歴史を知ることができる貴重な自転車を展示、壁面絵巻、映像の上映が行われている。
- Aゾーン 自転車のはじまり

自転車の黎明期と発展期の自転車を展示
- Bゾーン 自転車のひろがり

展開期を代表する多様な自転車をテーマごとに展示
- Cゾーン 自転車とこれから

豊かなくらしに貢献する自転車を展示
- 自転車ギャラリー

ギャラリー兼自転車収蔵庫
- 4F：自転車歴史回廊[9]

館の調査活動や専門情報を紹介する展示。ライブラリで専門書籍を所蔵する。
- マルチメディアライブラリー

自転車に関する書籍や情報を集積し、デジタルアーカイブでは収蔵自転車の情報を検索、閲覧できる。
- ストリートオブバイシクルコンポーネンツ

自転車部品の歴史展示
- 修繕/収蔵庫
- 特別展示室

展示物
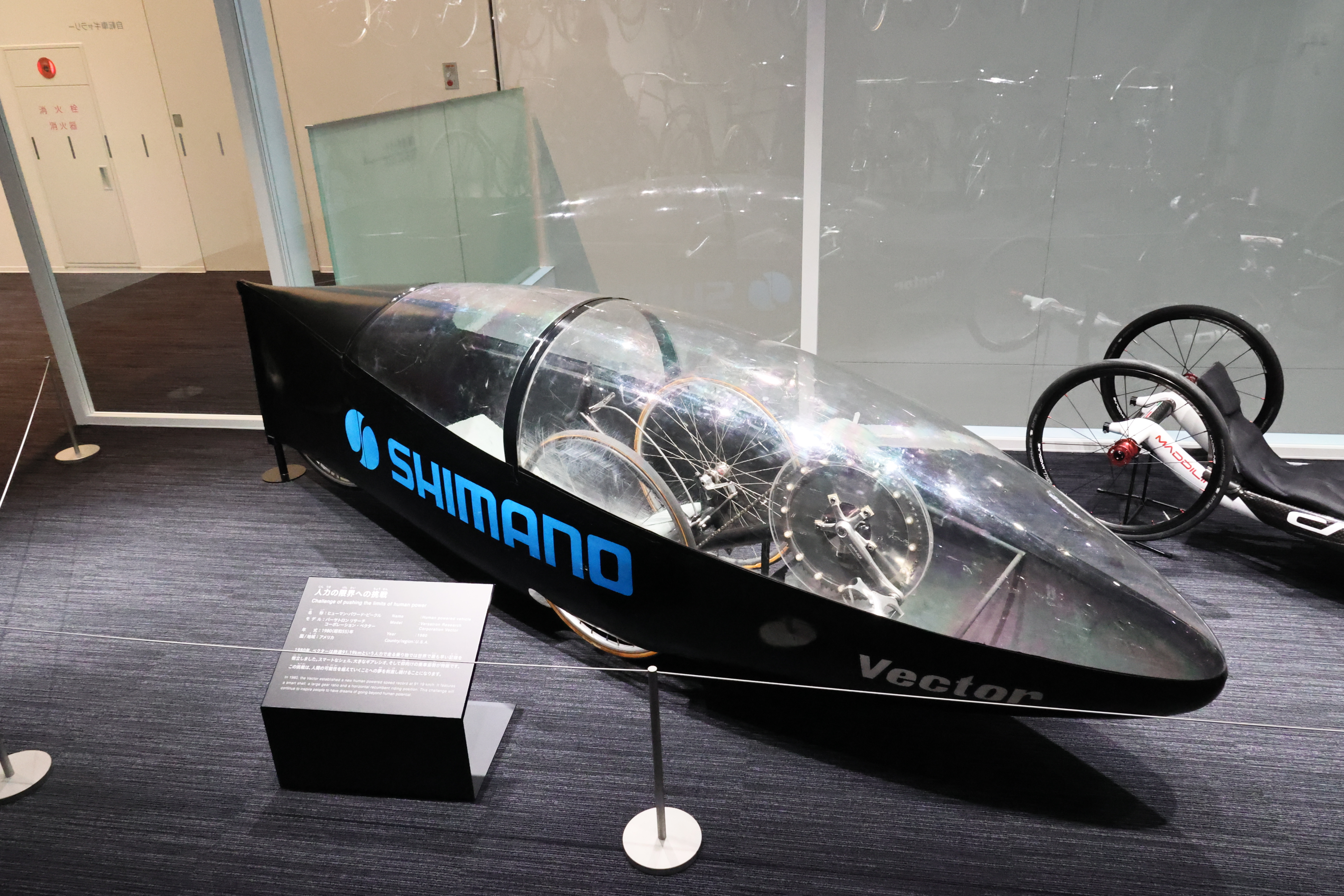
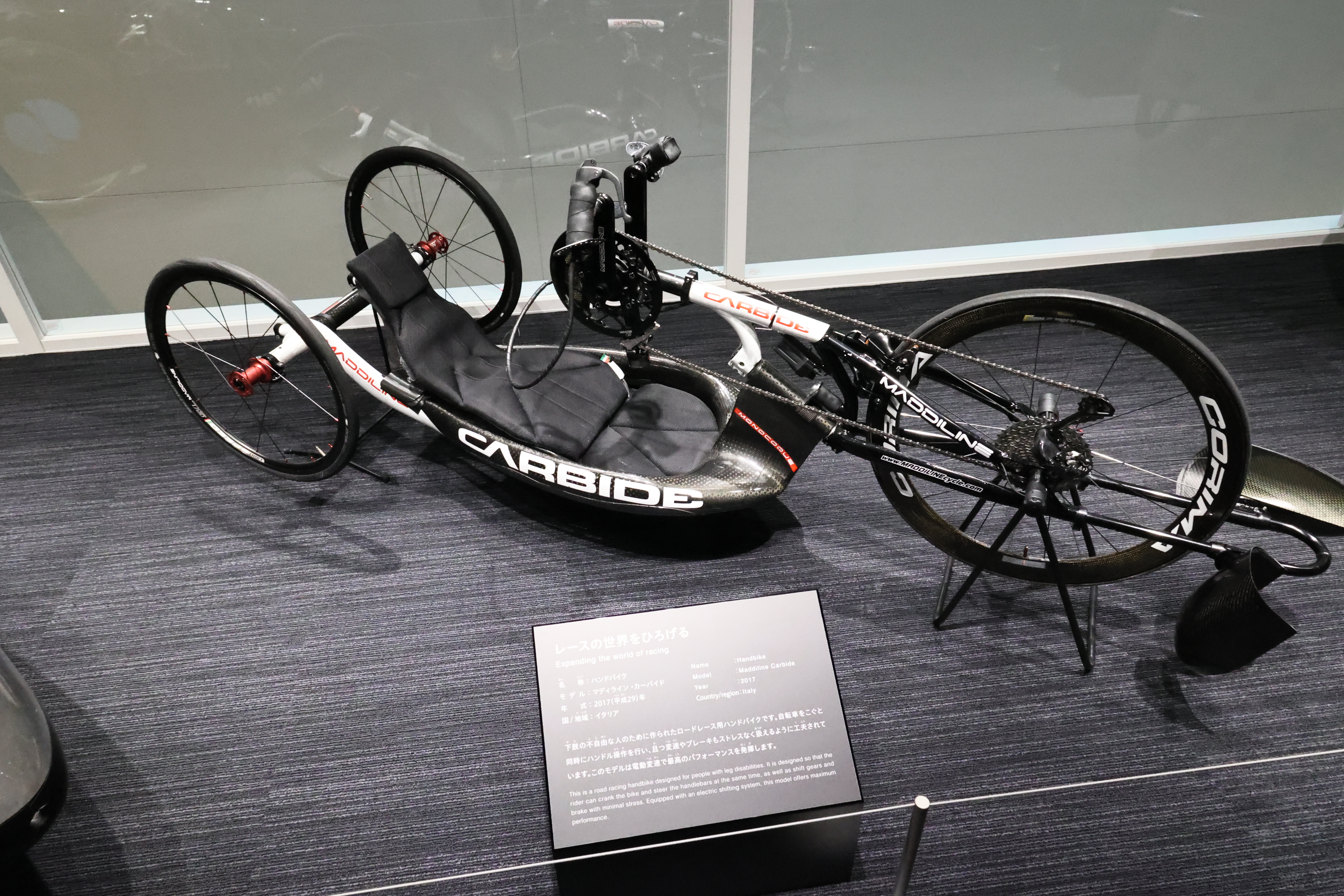
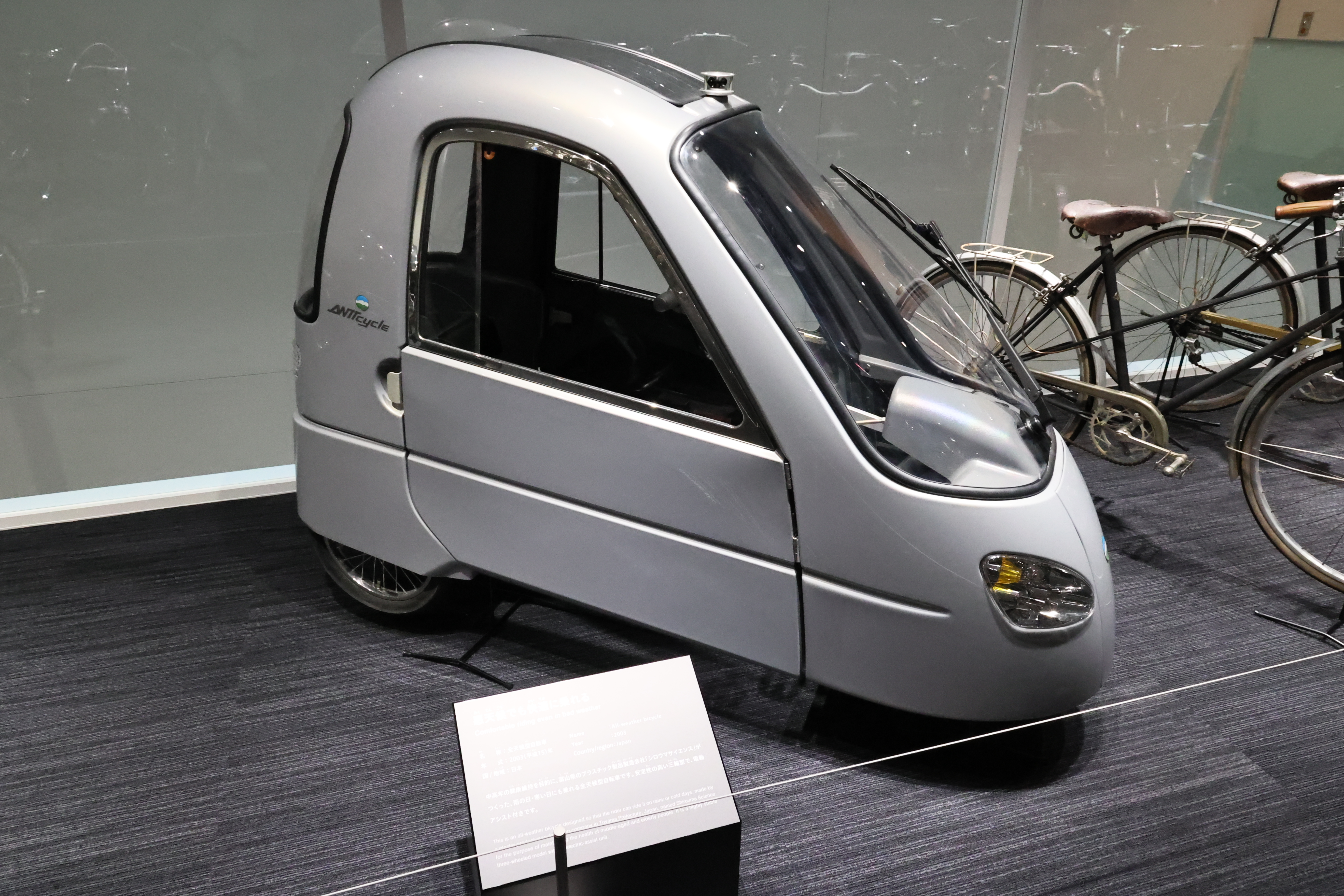
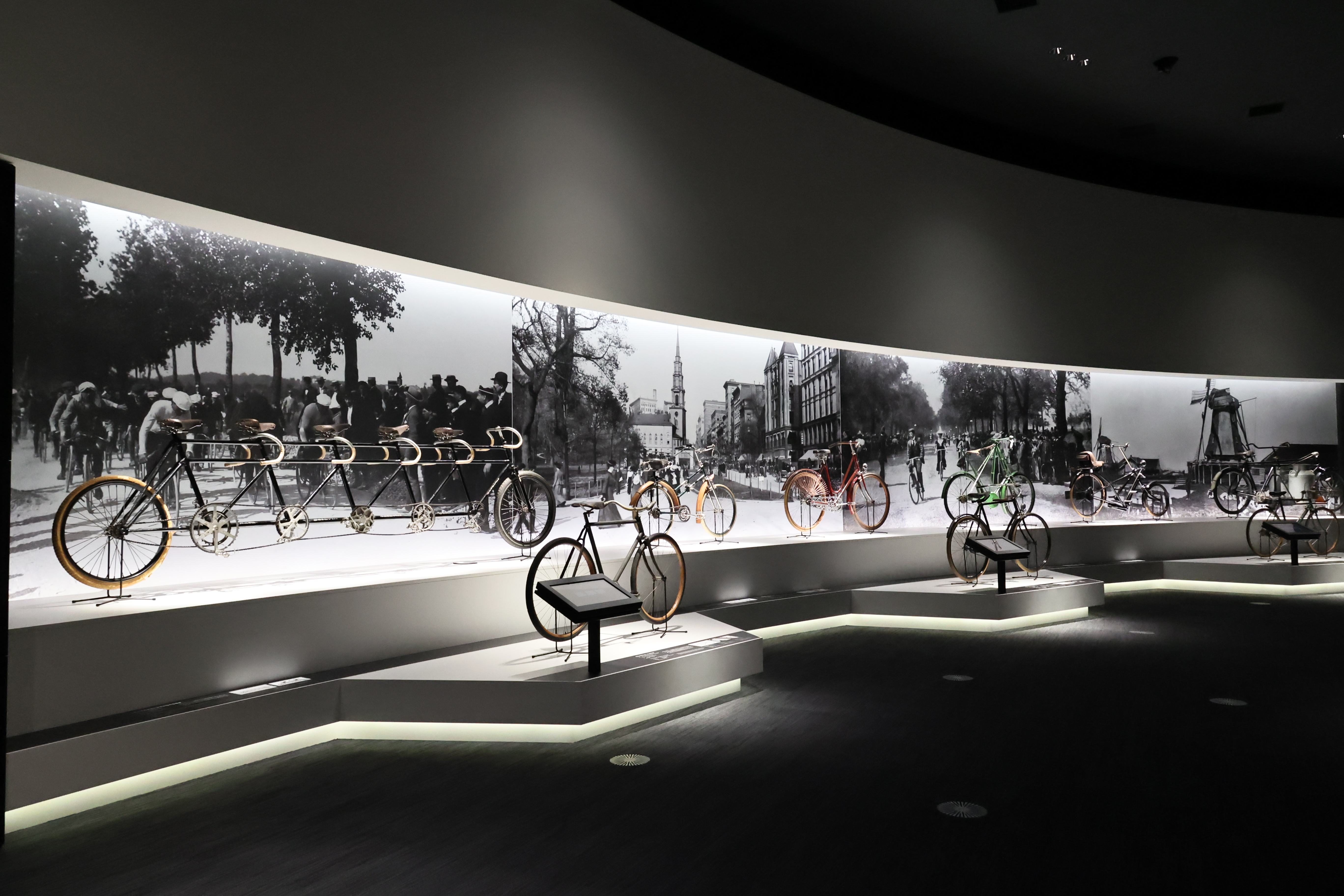
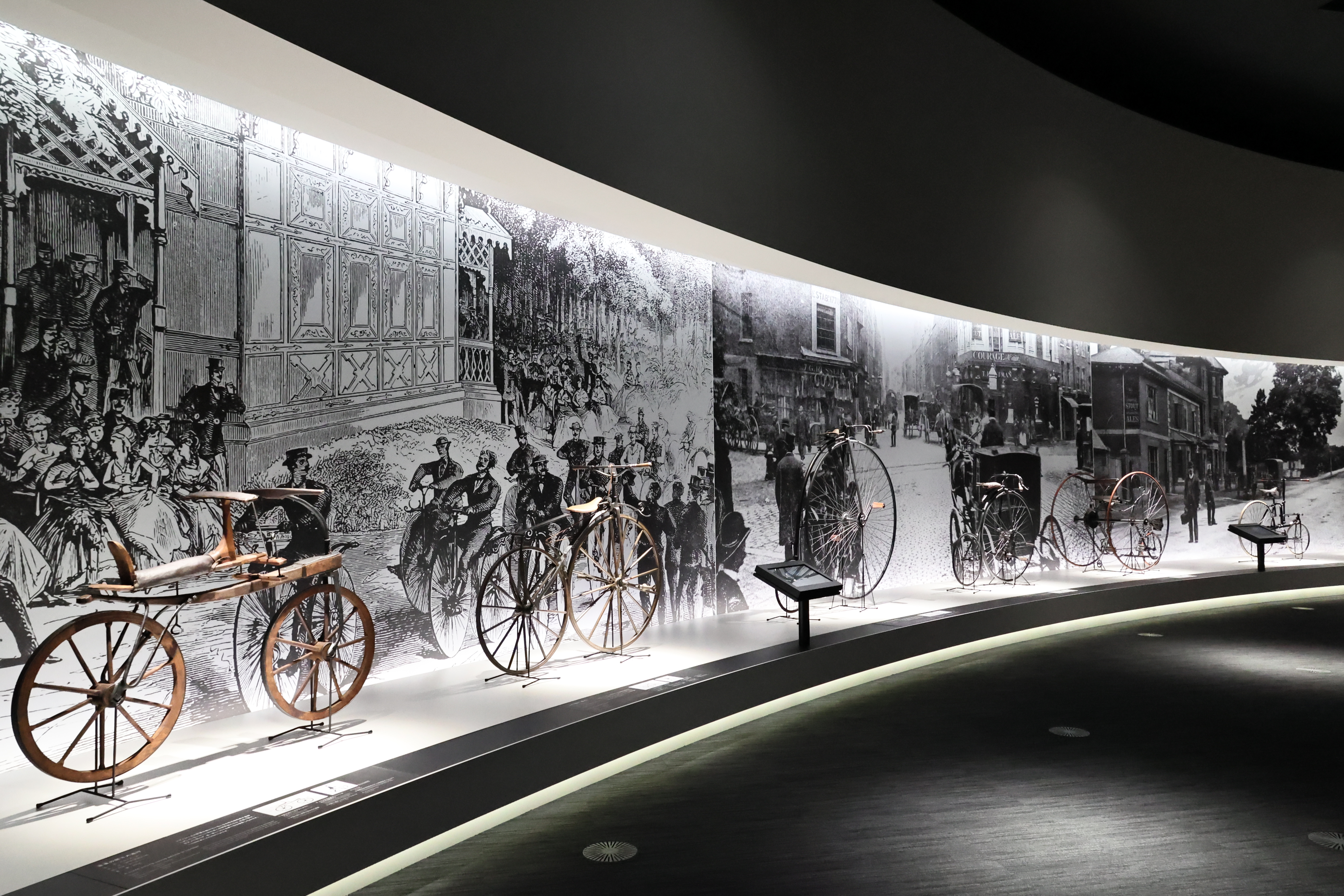
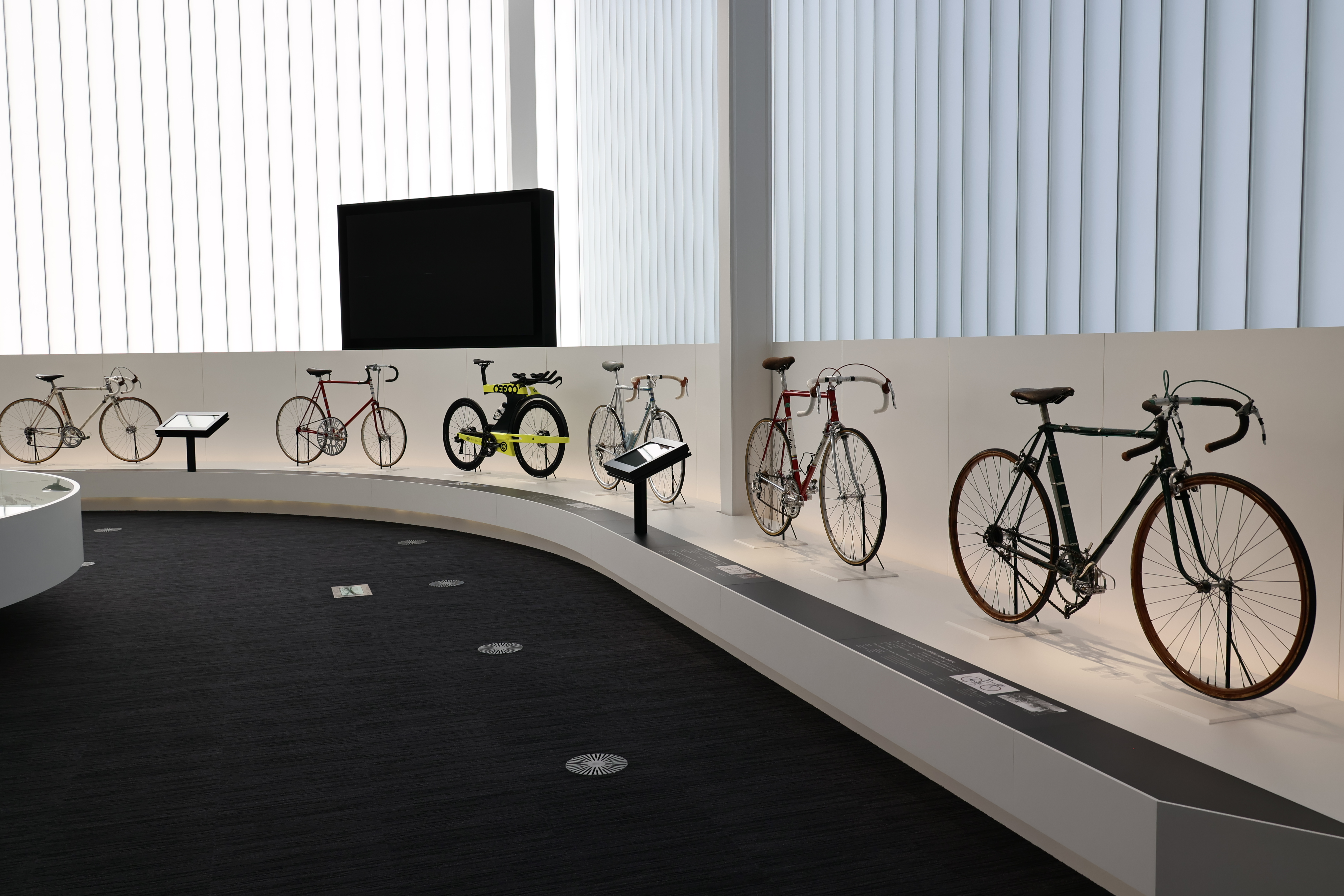
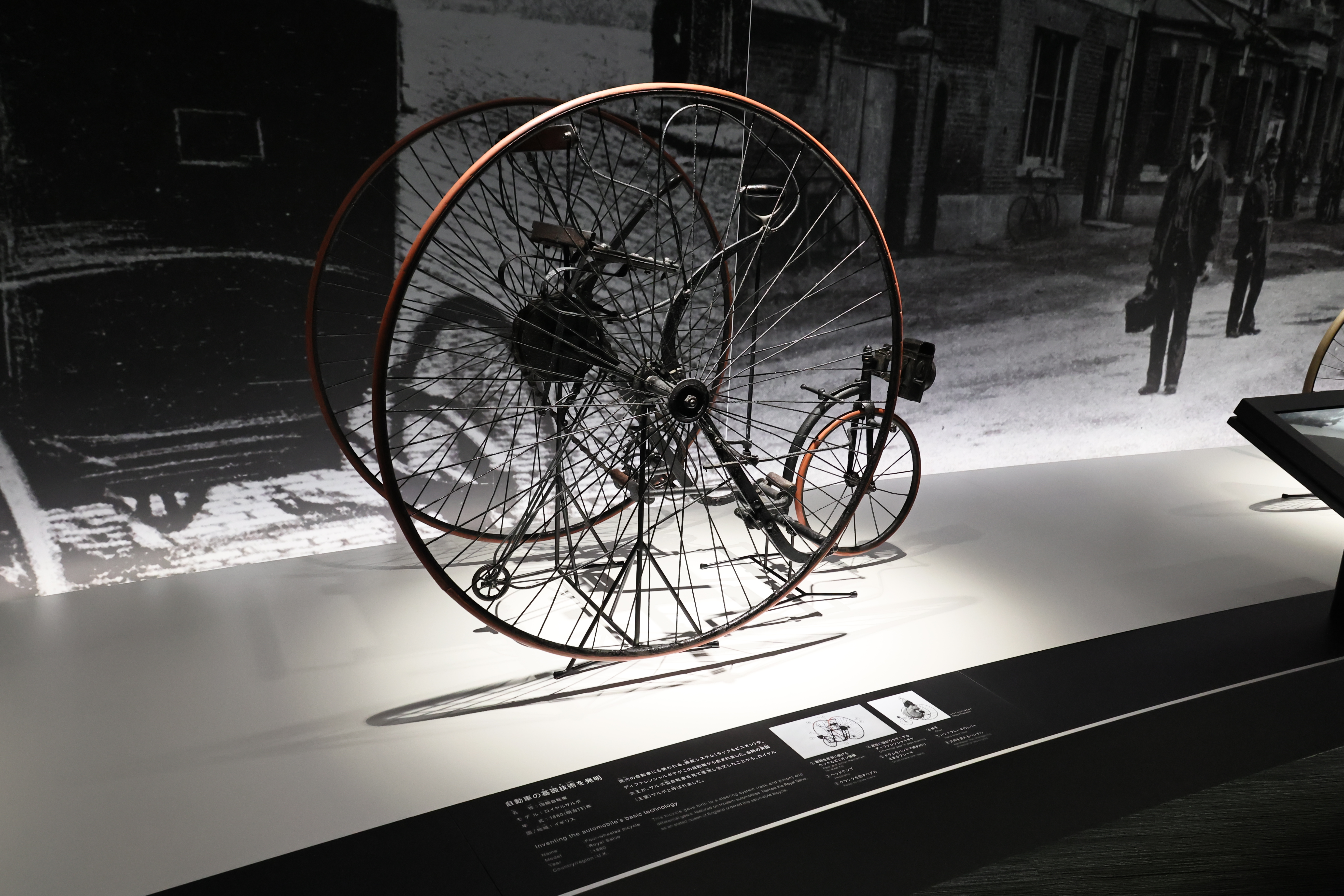
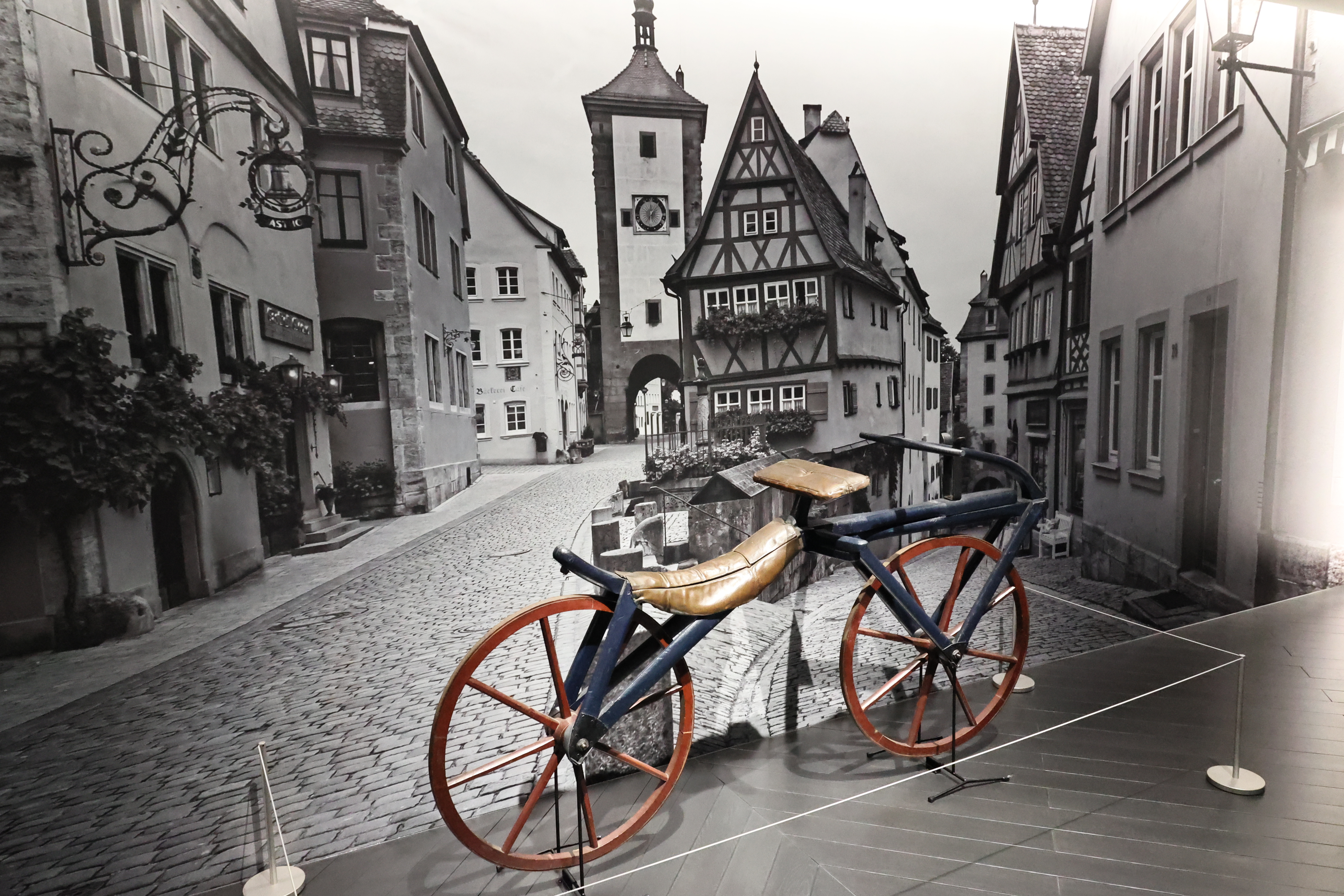
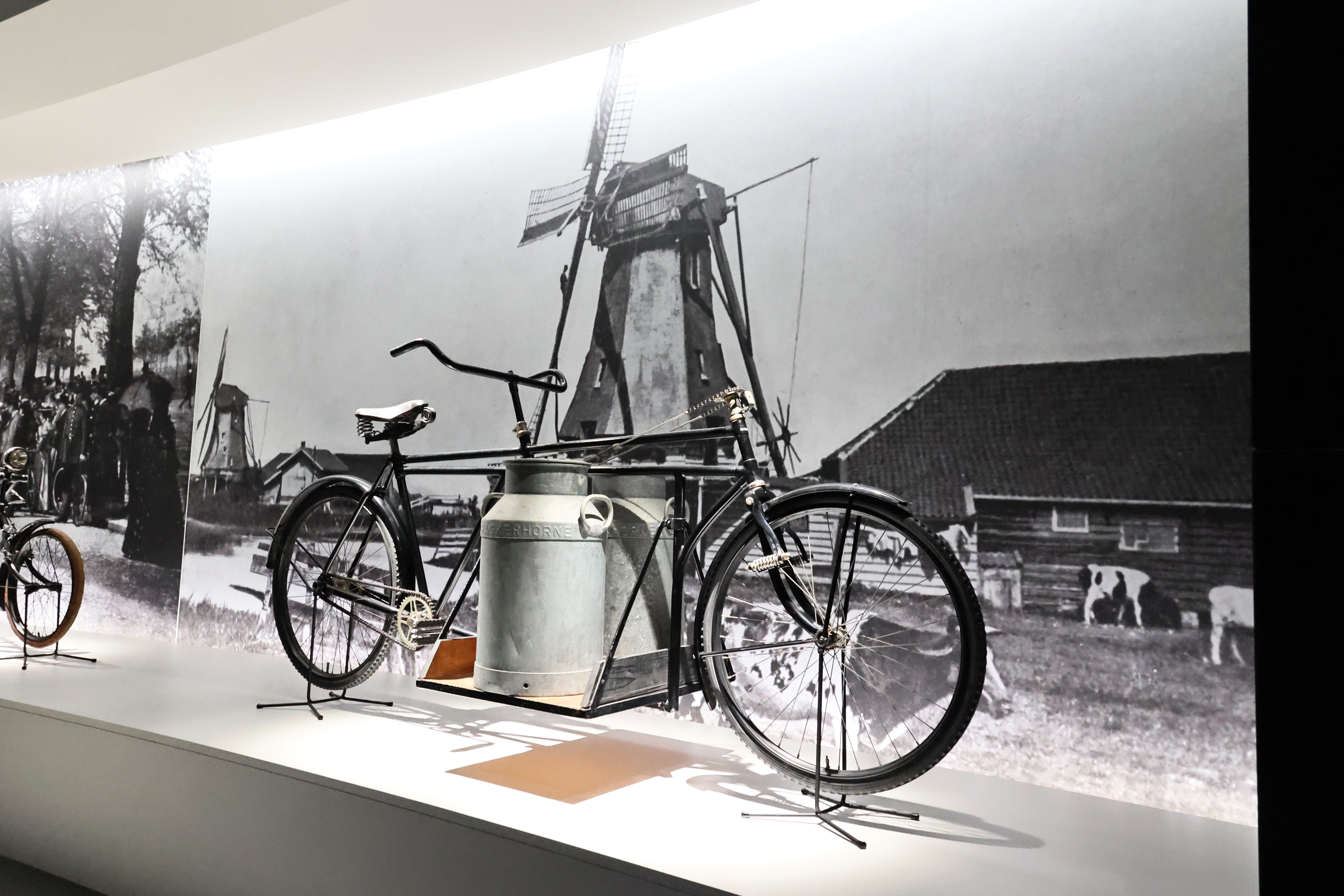
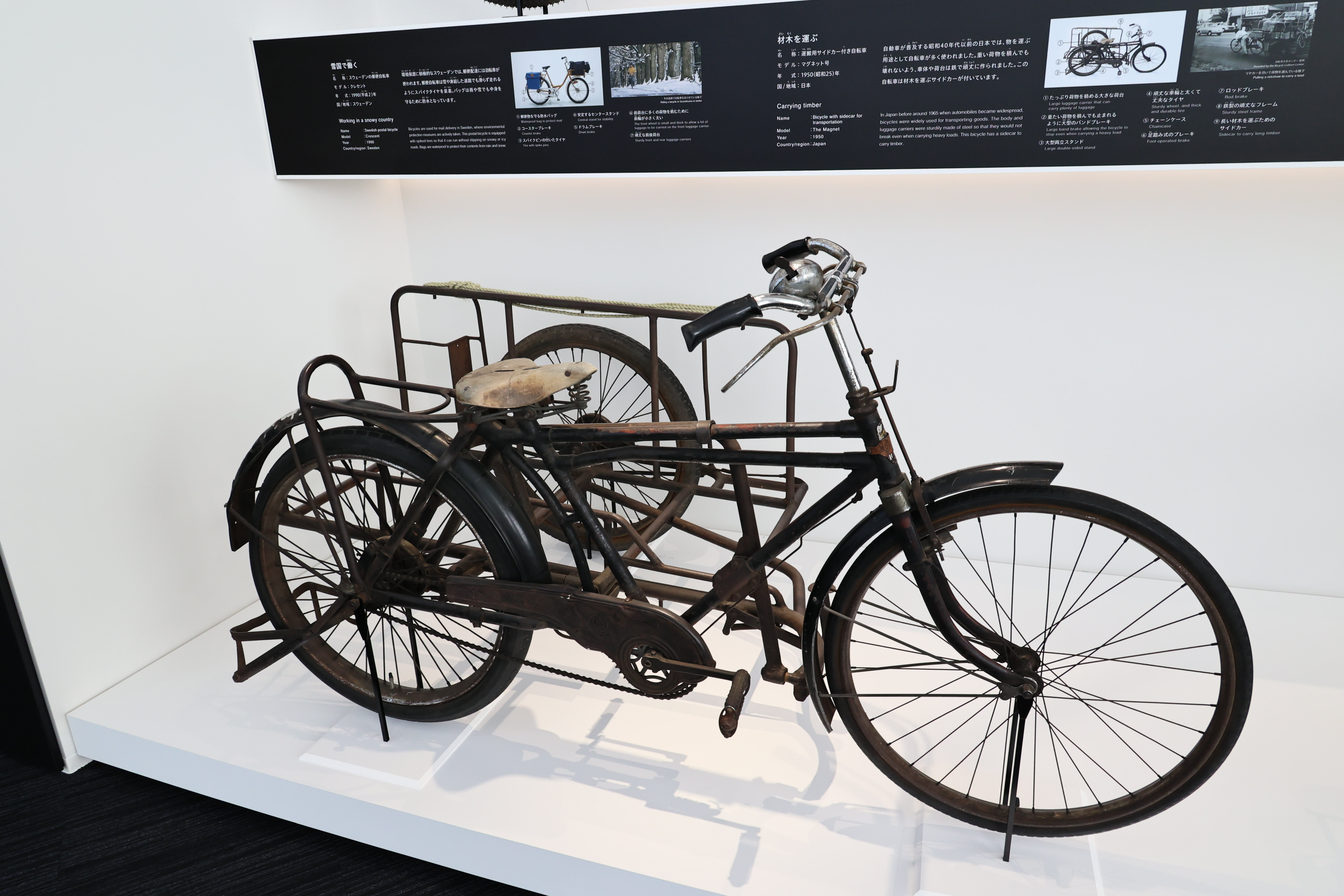
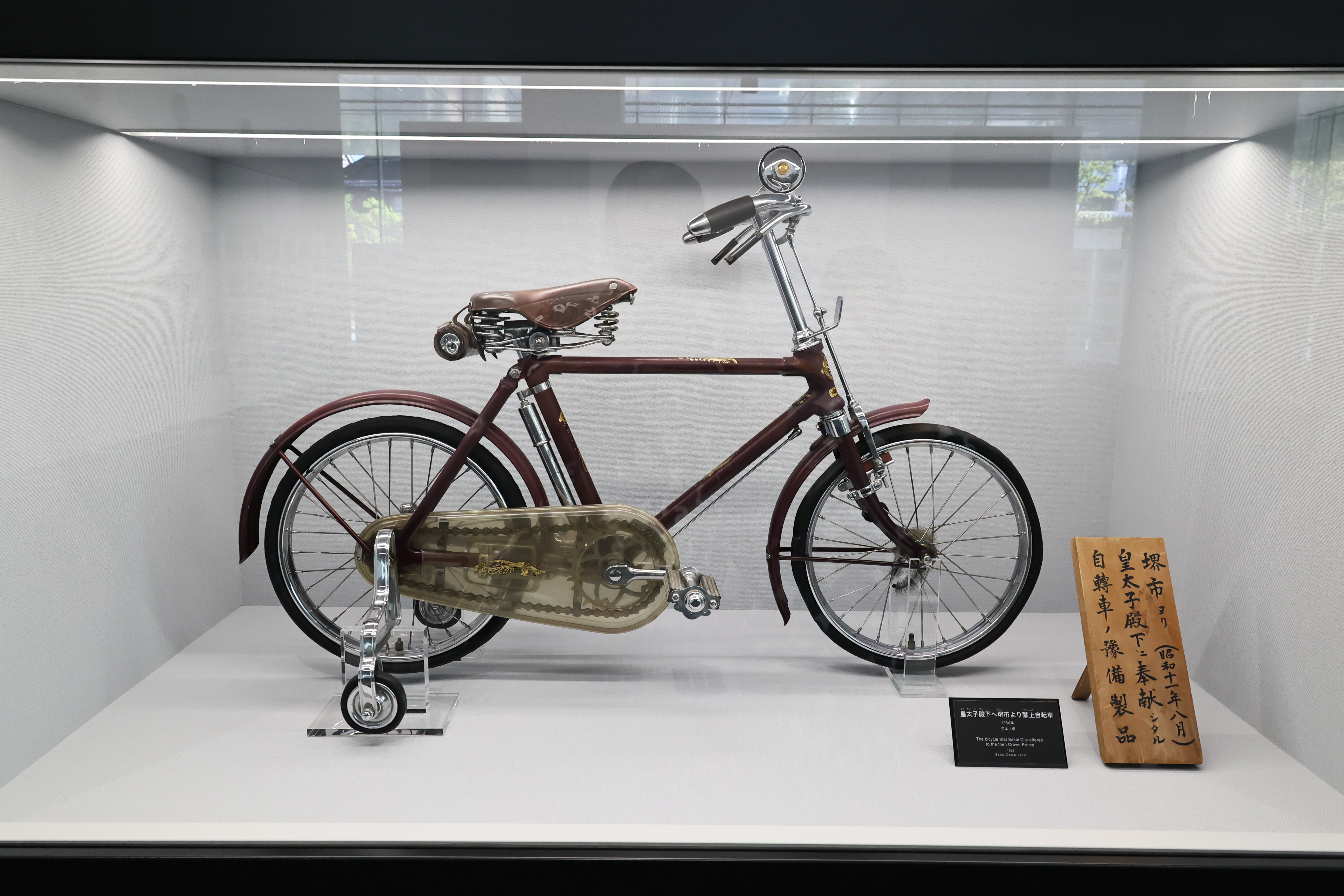
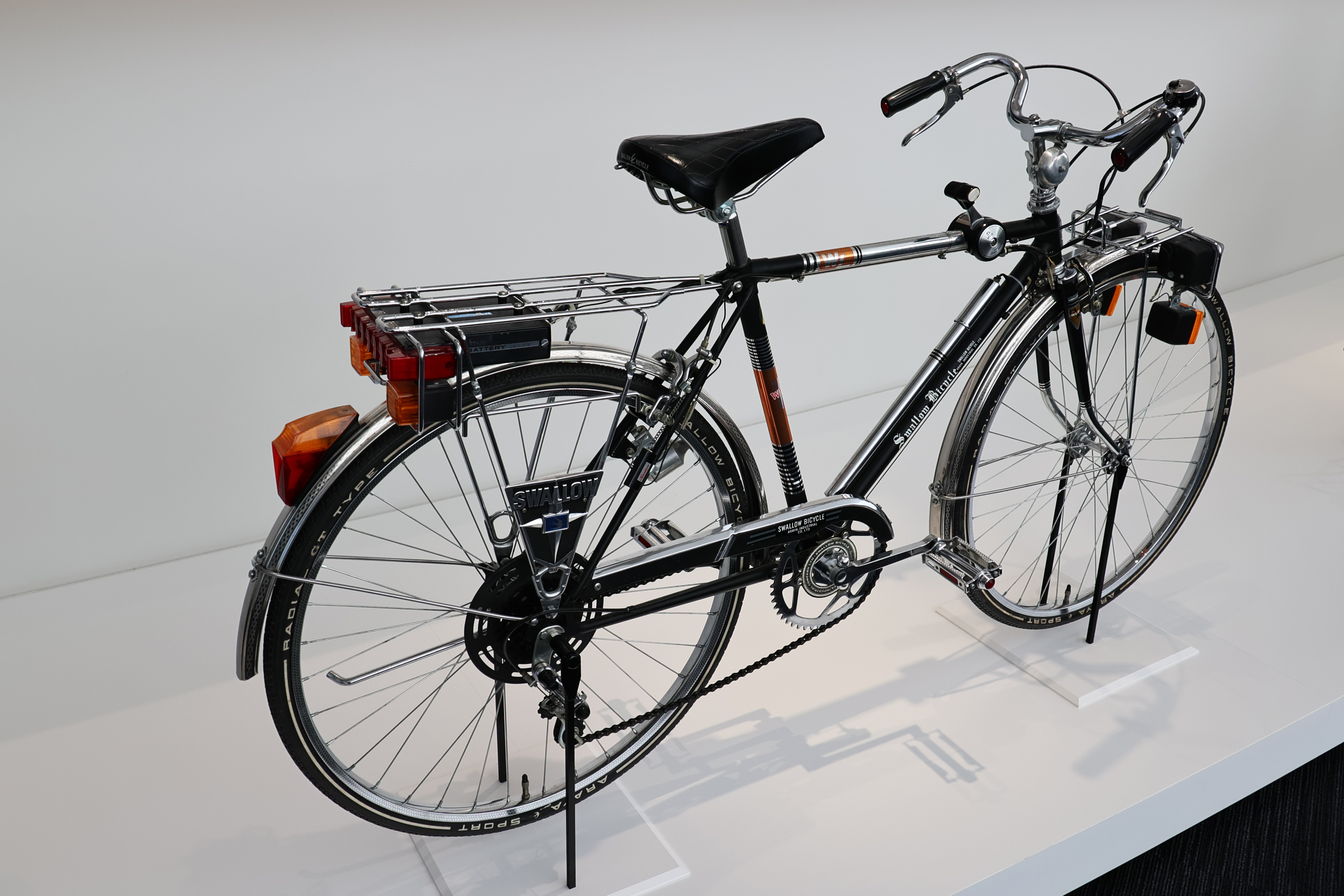

### 建物概要
- 敷地面積 - 2907 平方メートル
- 建築面積 - 1659 平方メートル
- 延床面積 - 4223 平方メートル

## 自転車ひろば
旧・自転車博物館サイクルセンターが管理・運営していた施設で1994年11月に開設されている。リニューアルオープン後もシマノ自転車博物館により、引き続き運営されている。
- 所在地 - 大阪府堺市堺区東上野芝町 大仙公園内
- 敷地面積 - 2640 平方メートル

広場は大仙公園内にあり、土・日曜日、祝日に、イベントが行われている（イベント参照）。

## イベント
土・日曜日、祝日に各種イベントが行われている。※予約が必要なもの、開催日不定のイベントもあるので、詳細は外部リンクのシマノ公式サイト参照。
場所：シマノ自転車博物館
- 手作りオモチャ教室
- こども絵画コンクール

テーマ「人と自転車の生活風景」、「博物館内自転車の写生」、「夢の自転車」
- こんな自転車欲しかってん！コンテスト

テーマ「明るい未来をつくる自転車」で、「自転車の未来は、21世紀に暮らす人が自転車をどのように使い、生活に活かすかによって決まる」という視点でのコンテスト。
場所：自転車広場
子供対象
- こども自転車安全教室と大仙公園サイクリング

コマなし自転車に乗れる5歳 - 10歳を対象に、交通安全指導と大仙公園内サイクリングが行われる。
- クラシック自転車試乗体験

館内に展示しているレプリカの1800年代のクラシック自転車への試乗ができる。自転車は小学校3 - 4年生（身長130cm）程度を対象に造られているが、基本は子供対象だが大人も乗車できる。
子供・大人対象
- 自転車乗り方教室

身長が105cm以上の5歳以上60歳以下が対象で、実技練習などが行われる。
大人対象
- 自転車メンテナンスセミナー

18歳以上が対象のサイクリングを始めるための初期講座で、自転車の手入れ・調整・パンク修理・ライディング講習が行われる。
場所：その他（大人対象）
※イベントにより集合場所が違うため詳細は外部リンクのシマノ自転車博物館公式サイトを参照
- 自転車散歩

シマノ自転車博物館から距離は10 キロメートル程度のサイクリング。
- 健康サイクリング

約30 キロメートルのサイクリングでの健康維持・増進を目指した中級者向けイベント。
- ロードバイクライディングセミナー

適正なサドル高さやペダリングなど、上り・下り坂の走り方やコーナーリング、ブレーキ操作などの講習後、 集団走行体験を行う。
- マウンテンバイクツーリング

マウンテンバイクの中級者向けで、約20 キロメートルの急な下りの未舗装の山道や河川沿いの未舗装路を走行。

## 旧・自転車博物館
2022年（令和4年）3月25日に新築移転し、シマノ自転車博物館としてリニューアルオープンするにあたり、2021年12月1日に閉館している。以下は、旧・自転車博物館の情報である。
自転車博物館（じてんしゃはくぶつかん）は、大阪府堺市堺区の大仙公園に隣接する自転車に関する博物館。正式名称は「自転車博物館サイクルセンター」である。開館は1992年4月。自転車部品メーカーのシマノが設立した財団法人シマノ・サイクル開発センターが管理をしている。シマノの本社があり、自転車が地場産業であることなどから、堺市に建設された。
名称が似ている関西サイクルスポーツセンターとは関係ない。

### 施設
施設入口は2Fである。
- 1F：AVホール、図書室
- 2F：クラシック自転車の常設展示、「自転車のまち」堺コーナー
- 3F：自転車のしくみコーナー、世界遺産と地球コーナー、世界の街の自転車コーナー

### 建物概要
- 敷地面積 - 1,875.04m2（堺市所有）
- 延床面積 - 1,355.60m2
- 所在地 - 大阪府堺市堺区大仙中町165番6

### 主な展示品
シマノが世界各地で収集したクラシック自転車などが主に展示されている。
- ドライジーネ
- ミショー型ボーンシェーカー
- オーディナリー
- サルヴォ型三輪車

### 沿革
- 1992年4月：開館。
- 2007年4月：約1億7000万円かけて大幅改装、新装開館。
- 2021年12月1日：閉館[21]。

## 交通アクセス

### シマノ自転車博物館
- 南海高野線「堺東駅」下車　北西口から徒歩５分

### 自転車ひろば
- JR西日本阪和線 百舌鳥駅下車 徒歩約500 メートル